# Панкова Тетяна Петрівна
Тетяна Петрівна Панкова (1917–2011) — радянська і російська актриса театру та кіно. Народна артистка Російської РФСР (1984).

## Життєпис
Тетяна Панкова народилася в родині Петра Ілліча Панкова та Зінаїди Андріївни Чижової 9 січня 1917 року (27 грудня 1916 року за старим стилем, хоча іноді в літературі зустрічається дата 27 грудня 1917 року за новим стилем). У сім'ї було четверо дітей: два брати і дві сестри, всі вони пов'язали своє життя з театром. Старший брат Тетяни — Василь першим вийшов на театральну сцену, він став гарним прикладом для всіх молодших. Він був актором Великого драматичного театру імені Г. А. Товствоногова (ВДТ), потім театру Балтфлоту. Героїчно загинув в серпні 1941 року на Балтійському морі. Молодший брат Павло грав у ВДТ, знімався в кіно. Сестра Ніна грала в ВДТ, викладала в ГІТІСі.
Тетяна в школі захоплювалася математикою, а про театр і не думала, хоча дуже любила його і грала в шкільній самодіяльності. Причиною стало негативне ставлення батька до «несерйозної» професії актора. Тому, закінчивши середню школу, Тетяна вступила на фізико-математичний факультет Ленінградського університету.
У 1939 році Тетяна Панкова переїхала до Москви і вступила до Вищого театрального училища імені М. С. Щепкіна. Навчалася на курсі Костянтина Зубова та Олександра Грузинського.
У роки німецько-радянської війни Малий театр і училище були евакуйовані до Челябінська. Тетяна Петрівна брала участь в роботі фронтових бригад, які їздили з концертами і виставами військовими частинами діючої армії. З 1943 року вона актриса Малого театру.
У Малому театрі займала гримувальну кімнату Віри Пашенної та ОлениГоголєвої.
Одна з найяскравіших ролей Тетяни Панкової в кіно — мати декабриста Аннєнкова у фільмі «Зірка привабливого щастя».
Тетяна Петрівна Панкова померла 9 липня 2011 року. Похована в Москві на Введенському кладовищі (25-а ділянка) .

## Особисте життя
- перший чоловік — артист Костянтин Назаров. Починав грати на сцені Малого театру, потім був актором Театру юного глядача, знімався в кіно.
- другий чоловік — заслужений діяч мистецтв Російської РФСР, диригент Олег Михайлович Агарков (1916—1987)[4] .

## Визнання та нагороди
- народна артистка РРФСР (1984)
- заслужена артистка РРФСР (1966)[5]
- орден «За заслуги перед Вітчизною» IV ступеня (2006)[6]
- орден Пошани (1998)[7]
- орден «Знак Пошани» (26.10.1949; 04.11.1974)
- медаль «За оборону Радянського Заполяр'я»
- медаль «За перемогу над Німеччиною у Великій Вітчизняній війні 1941—1945 рр.»
- медаль «За доблесну працю у Великій Вітчизняній війні»
- медаль «Ветеран праці» (1984)
- медаль «В пам'ять 800-річчя Москви» (1948)
- медаль «В пам'ять 850-річчя Москви» (1997)
- медаль Жукова (1996)[8]
- I премія на Московському огляді фронтових театрів за роль Аріни Федотівни в спектаклі «Не в свої сани не сідай»[9]

## Творчість

### Ролі в театрі
- 1945 — «Іван Грозний» Олексія Толстого — Жінка в натовпі
- 1945 — «Скажені гроші» Олександра Островського — Купчиха
- 1945 — «Створення світу» Миколи Погодіна — Семенівна
- 1946 — «Міс Гоббс» Джером Клапка Джерома — міс Абей
- 1946 — «Міщани» Максима Горького — Степанида
- 1946 — «Стакан води» Ежена і — Фрейліна
- 1948 — «Пігмаліон» Бернарда Шоу — місіс Пірс
- 1948 — «Велика сила» Бориса Ромашова — білетерка
- 1948 — «Рюи Блаз» Віктора Гюго — Дуенья
- «Вітчизняна війна 1812 року» Льва Толстого — Василіса
- 1948 — «Ревізор» Миколи Гоголя. Режисер: Веніамін Циганков — Февронія Петрівна Пошльопкіна [10]
- 1950 — «Снігуронька» Олександра Островського — Бобилиха
- 1977 — «Любов Ярова» Костянтина Треньова. Режисер: Петро Фоменко —  Олена Горностаєва[11]

### Ролі в кіно
- 1954 — Анна на шиї — Горпина Семенівна, кравчиня
- 1955 — Княжна Мері — дама з бородавкою на балу
- 1956 — Медовий місяць — Анна Терентіївна, тітка Люди
- 1957 — Катерина Вороніна — жінка в театрі
- 1958 — Чудотворець з Бірюльово — кравчиня
- 1960 — Євгенія Гранде — Нінетта
- 1961 — Іван Рибаков — тітка Катя
- 1963 — Дві неділі — Марія Феоктистівна Смирнова, завідувачка ощадкаси
- 1965 — Фантазери — продавчиня морозива
- 1966 — По тонкому льоду — Кулькова, стара баптистка
- 1967 — Твій сучасник — тітка Дуся
- 1967 — Північний світло (фільм-спектакль) — міс Моффат
- 1967 — Випадок у готелі (фільм-спектакль) — пані Зося, завідувачка готелю
- 1967 — Софія Перовська — тюремна наглядачка
- 1967 — Тетянин день — квартирна хазяйка
- 1969 — До нових берегів (фільм-спектакль) — сваха
- 1970 — Хутірець у степу — мадам Стороженко
- 1972 — Світить, та не гріє (фільм-спектакль) — Степанида
- 1973 — Найостанніший день (фільм-спектакль) — Марія Тихонівна Лукошина
- 1974 — Старий (фільм-спектакль)
- 1975 — Зірка привабливого щастя — Анненкова-старша, мати Івана Анненкова
- 1975 — Хлопчик і лось — жінка в натовпі роззяв
- 1976 — Ярмарок марнославства (фільм-спектакль) — Тинкер, економка
- 1977 — Любов Ярова (фільм-спектакль) — Олена Іванівна Горностаєва, професорки
- 1978 — Влада темряви (фільм-спектакль) — Мотря
- 1978 — Расмус-волоцюга — фру Хетберт
- 1979 — Мамуре — Елоїза, дочка Селіни Муре, 75 років
- 1980 — Скандальна подія в Брікміллі — місіс Твіггі
- 1981 — Бесіди при ясному місяці (фільм-спектакль) — Малишева
- 1982 — Голос — Павла Федорівна, художниця
- 1984 — Жорстокий романс — Єфросинія Потапівна, тітка Карандишева
- 1985 — Картина — Ольга Серафимівна
- 1986 — Одруження Бальзамінова — Красавіна
- 1987 — Кам'яна квітка (фільм-спектакль)
- 1988 — Холопи (фільм-спектакль) — Євсеївна, мати Василини Петрівни
- 1990 — У смузі прибою — баба Клава
- 1990 — Сфінкс — Луїза Броніславівна
- 1990 — Зачарований мандрівник — Тетяна Яківна, няня
- 1992–1994 — Горячев та інші — вірменка
- 1993 — Сенсація — Савушкіна
- 1998–2002 — Самозванці — Галина Леонідівна
- 2002 — Горе від розуму (фільм-спектакль) — княгиня Тугоуховська
- 2003 — Пан або пропав — тітка Торкиль
- 2003 — Весілля Кречинського (фільм-спектакль) — Ганна Антонівна Атуєва, тітка Лідочки
- 2003 — На всякого мудреця досить простоти — Манефа